# 101.ª División Aerotransportada
La 101.ª División Aerotransportada (del inglés: 101st Airborne Division) es una división de asalto aéreo de élite del Ejército de los Estados Unidos. Se creó en 1942 como una división paracaidista, pero durante la Guerra de Vietnam se rediseñó como una unidad aeromóvil y, más tarde, como división de asalto aéreo. La 101.ª mantiene el identificador Airborne (Aerotransportada) aunque no realiza operaciones paracaidistas a nivel de división. La división tiene como base Fort Campbell, en el estado de Kentucky, y sirve actualmente en Irak y otros conflictos internacionales.

## Historia

### Segunda Guerra Mundial

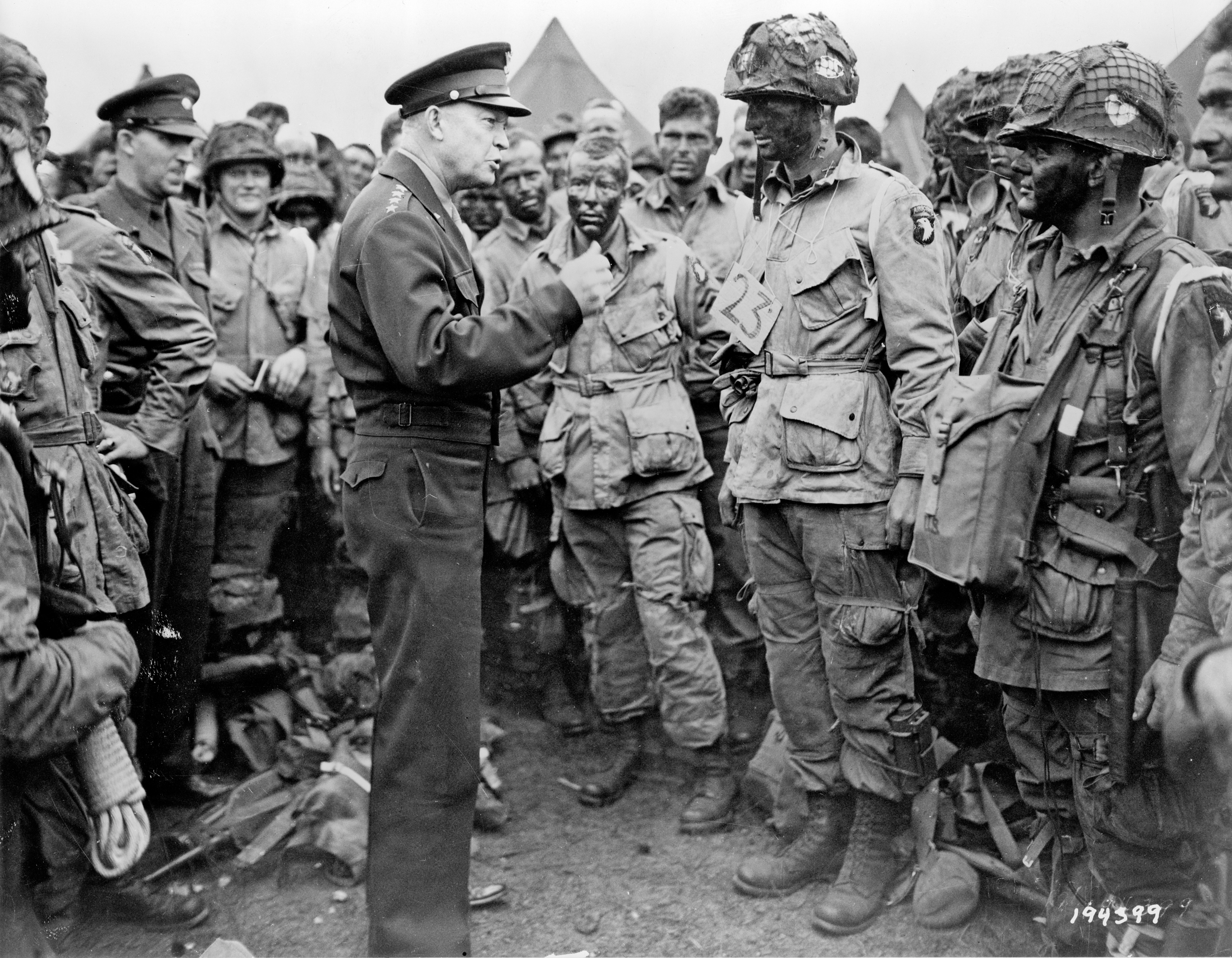
El General Dwight D. Eisenhower habla con paracaidistas del 502.º Regimiento de Infantería Paracaidista, la tarde del 5 de junio de 1944.

La división fue activada el 15 de agosto de 1942 en Camp Claiborne, Luisiana. El 19 de agosto de 1942, su primer comandante, el mayor general William C. Lee, prometió a los nuevos reclutas que la 101.ª no tenía historia, pero sí que tenía una cita con el destino.
La Orden General Número 5, que daba lugar a la división decía lo siguiente:

La 101.ª División Aerotransportada, activada en Camp Claiborne, Louisiana, no tiene historia, pero tiene una cita con el destino. Como los antiguos pioneros americanos, cuyo coraje invencible fue la piedra fundacional de esta nación, hemos roto con el pasado y sus tradiciones para establecer nuestra llamada al futuro.Dada la naturaleza de nuestro armamento, y las tácticas que nosotros mismos perfeccionaremos, seremos llamados a realizar misiones de gran importancia militar y habitualmente iremos cuando la necesidad sea inmediata y extrema. Déjenme hacer notar que nuestra insignia es el gran Águila Americana. Este es un emblema adecuado para una división que aplastará a sus enemigos cayendo sobre ellos como un rayo desde el cielo. La historia que haremos, el recuerdo de los grandes logros que esperamos escribir en los anales el Ejército Americano y el pueblo americano, depende única y exclusivamente de los hombres de esta división. Cada uno, cada oficial y cada soldado, ha de verse a sí mismo como una parte necesaria de un instrumento complejo y poderoso para vencer a los enemigos de la nación. Cada uno, en su propia labor, debe darse cuenta de que no es solo una parte, sino que es una parte indispensable para obtener el objetivo de la victoria. Por lo tanto, no hay mucho que se pueda decir sobre el futuro, en cuyo molde esperamos tener nuestra parte, está en las manos de los soldados de la 101.ª División Aerotransportada.

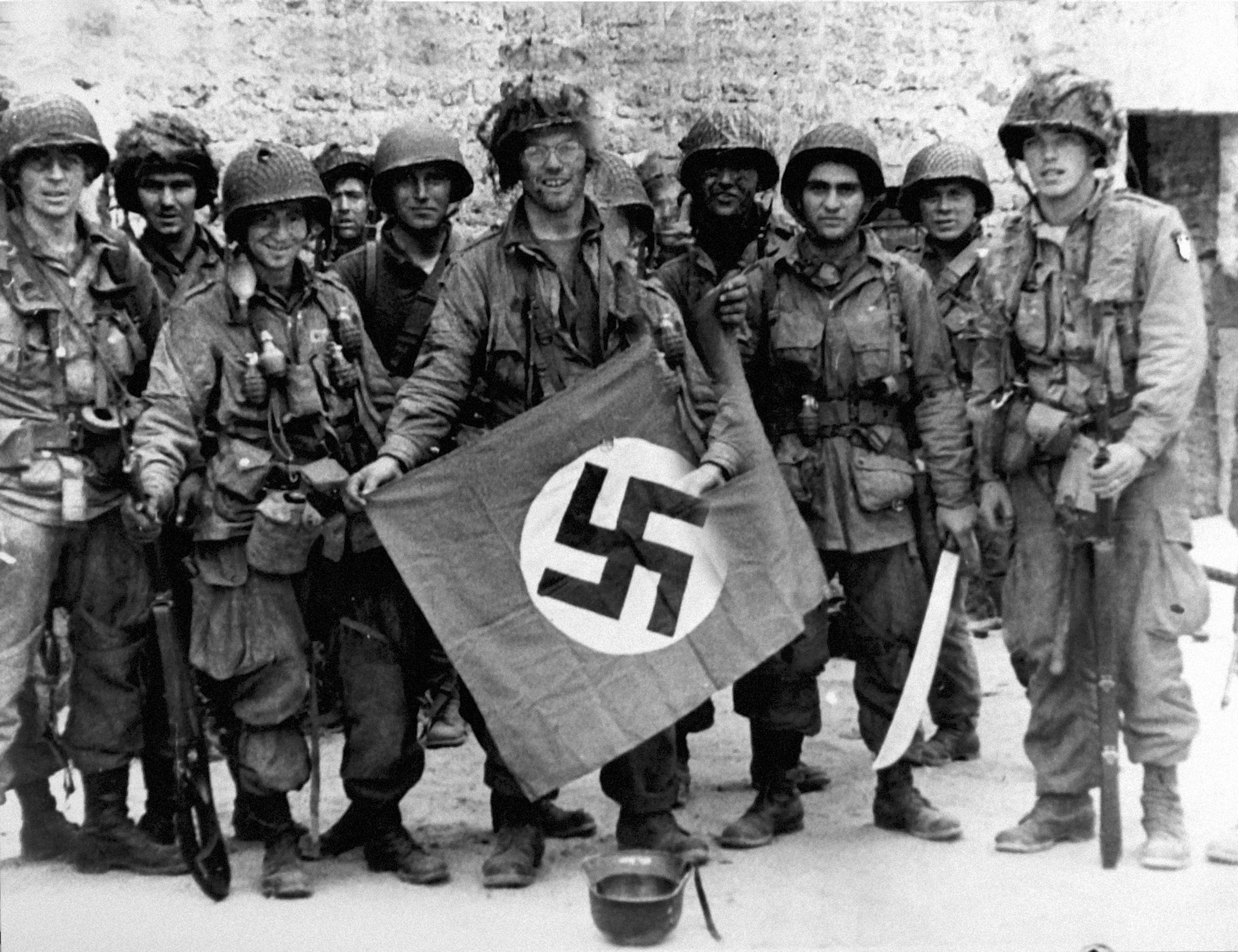
Soldados de la 101.ª posando con una bandera nazi capturada, dos días después de saltar sobre Normandía.

Después de que el general Lee, sufriera un ataque cardíaco, lo sucedió como comandante de la divisíón, el general Maxwell D. Taylor, quien saltó en Normandía el 6 de junio de 1944 junto con sus hombres. Fue el primer general aliado en la Francia del Día D y comandó la 101.ª durante el resto de la guerra.
En la Segunda Guerra Mundial, los exploradores de la 101.ª abrieron el camino a los saltos nocturnos previos a la invasión de Normandía. Estos salieron de la base de la RAF en North Witham (Inglaterra), lugar en el que habían estado entrenando junto a la 82.ª División Aerotransportada.
El 25 de agosto de 1944, la división pasó a formar parte del XVIII Cuerpo Aerotransportado, constituyéndose el Primer Ejército Aerotransportado Aliado. Como parte de esta formación, la división participó en la Operación Market Garden.
Durante la batalla de las Ardenas, la 101.ª, siendo una de las pocas unidades disponibles para contener el avance alemán, fue enviada a defender Bastogne, un nudo de carreteras vital. Durante esta batalla el general de brigada Anthony McAuliffe recibió una solicitud de rendición por parte de los alemanes, a la que contestó: «To the German Commander: NUTS! -The American Commander» «Al comandante alemán: ¡Los cojones! El Comandante Americano» (¡NUECES! Vocablo coloquial americano para decir "Ni hablar")
La 101.ª resistió hasta que finalmente el general Patton logró desbloquear la situación, aunque los miembros de la 101.ª jamás reconocieron que necesitaran tal ayuda.
El 1 de agosto de 1945 la 101.ª abandonó Alemania para dirigirse a Auxerre), para comenzar el entrenamiento para la invasión de Japón. Cuando Japón se rindió dos semanas después, la operación se vio innecesaria, y la 101.ª fue desactivada el 30 de noviembre en Auxerre.
Por sus esfuerzos durante la Segunda Guerra Mundial, la 101.ª recibió 4 banderines de campaña y dos Citaciones Presidenciales de Unidad. La división tuvo 1766 muertos y 6388 heridos en combate, además de otros 324 fallecidos como resultado de las heridas sufridas durante la guerra.

### Guerra de Vietnam

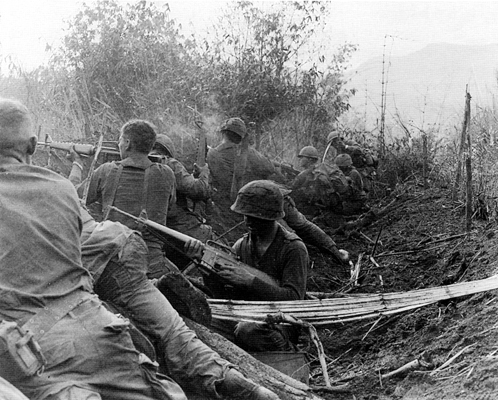
Soldados de la 1.ª Brigada durante la guerra de Vietnam.

A mediados de la década de 1960, la 1.ª Brigada y diversas unidades de apoyo fueron desplegadas en la República de Vietnam, seguidas por el resto de la División a finales de 1967. Durante los casi siete años en que combatió en Vietnam, participó en 15 campañas, entre las que destacan la batalla de la Colina de la Hamburguesa en 1969 o la Base de Fuego Ripcord en 1970. La 101.ª fue desplegada con el I Cuerpo para cortar las rutas de infiltración del Ejército de Vietnam del Norte (NVA) en Laos y Valle de A Shau. Parte de la división apoyó la Operación Lam Son 719, la invasión del sur de Laos en el 1971, pero solo unidades de aviación entraron en Laos. Durante los 7 años de servicio en Vietnam, la división tuvo 4011 muertos en acción y 18 259 heridos en acción..
Se dice que la mayoría de los norvietnamitas nunca habían visto un águila calva, y por lo tanto llamaban a los soldados de la 101.ª como «Hombres Gallinas». Los comandantes del Viet Cong incluían regularmente en sus informes que evitaban establecer combate con los «gallinas» a toda costa, pues estaban seguros de que perderían. Por tanto, esto sigue siendo un motivo de orgullo entre los veteranos que sirvieron en Vietnam con la 101.ª.
El número de bajas de la 101.ª en Vietnam fue el doble de las que había tenido en la Segunda Guerra Mundial. Con 4022 muertos en acción fue el tercero más alto de todas las unidades de tierra del Ejército de los Estados Unidos, por detrás de la 1.ª División de Caballería (5464) y la 25.ª División de Infantería (4561).

### Después de Vietnam
En 1968, la 101.ª tomó la estructura y el equipamiento de una división móvil. A continuación de su regreso desde Vietnam, la división fue rehecha con una brigada (3.ª) y elementos de apoyo. Las otras dos brigadas y las unidades de apoyo fueron organizadas como aeromóviles. Con la excepción de algunas unidades especializadas, a inicios de 1974 abandonó el estatus de salto, adoptando la insignia de Movilidad Aérea (redenominada ese mismo año como Insignia de Asalto Aéreo), el diseño de la cual estaba basado en el de la Insignia de Planeadores de la II Guerra Mundial.

## Insignia de casco

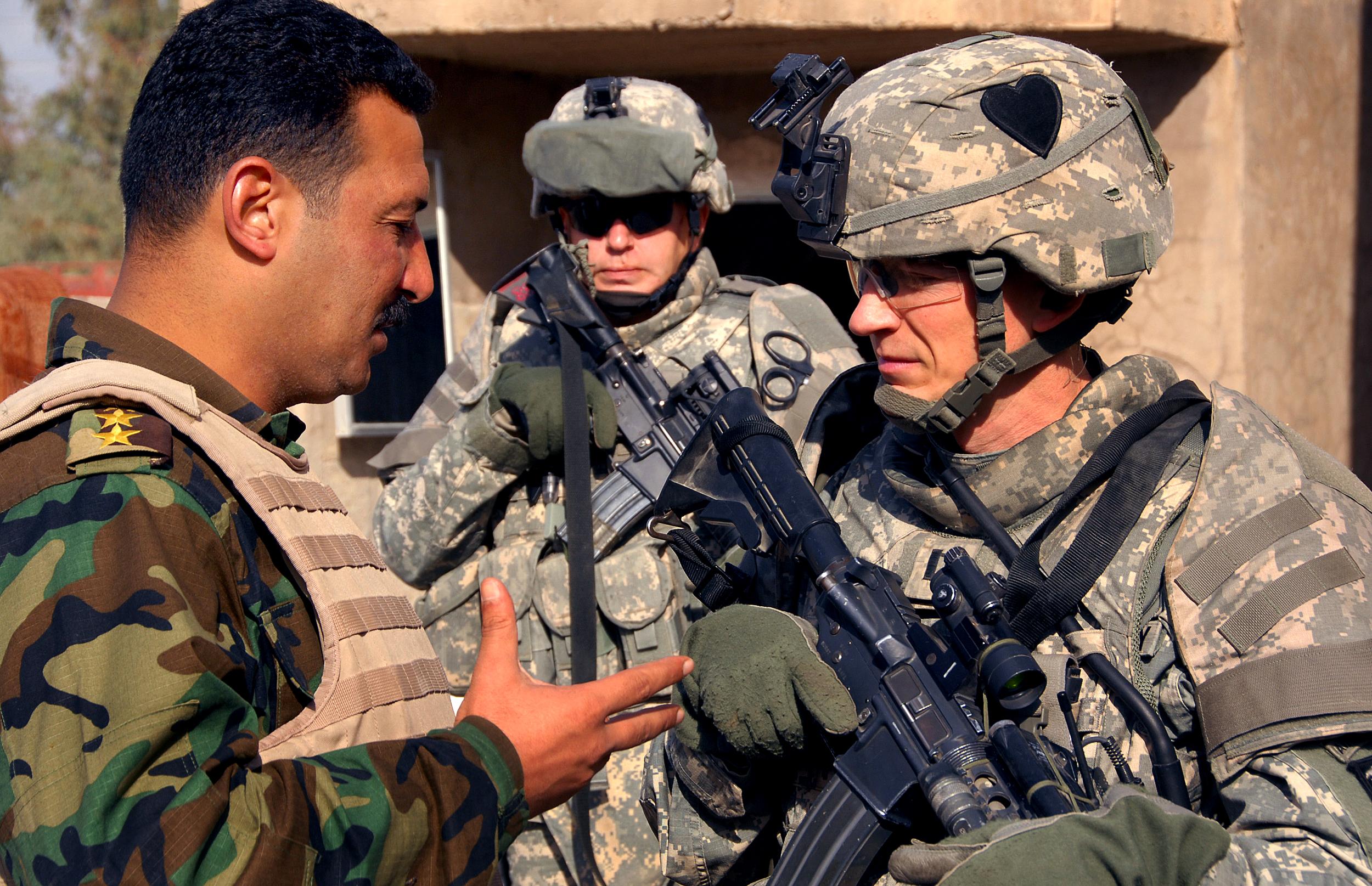
Un soldado de la 101.ª habla con uno iraquí. El corazón en su casco lo identifica como miembro del 2.º Equipo de Combate de Brigada.

Uno de los elementos distintivos de la 101.ª son las insignias de los cascos. En la II Guerra Mundial los soldados de la 101.ª utilizaban símbolos de los naipes (diamantes, picas, corazones y tréboles) para indicar el regimiento del cual formaban parte. Tras la guerra los símbolos dejaron de utilizarse. La única excepción fue el 187.º Regimiento, que se unió a la división en 1956, y mantuvo el torii como símbolo.
Estas insignias se recuperaron en 2003 antes de iniciarse la Operación Libertad Iraquí, siendo usadas por los equipos de combate de brigada en los que se encuentran los regimientos originales:
| Símbolo | Símbolo  | Uso original                    | Uso actual                       |
| ------- | -------- | ------------------------------- | -------------------------------- |
| ♣       | Trébol   | 327.º Regimiento de Infantería  | 1.º Equipo de Combate de Brigada |
| ♦       | Diamante | 501.º Regimiento de Infantería  | Brigada de Aviación de Combate   |
| ♥       | Corazón  | 502.º Regimiento de Infantería  | 2.º Equipo de Combate de Brigada |
| ♠       | Pica     | 506.º Regimiento de Infantería  | 4.º Equipo de Combate de Brigada |
| Torii   | Torii    | 187.º Regimiento de Infantería* | 3.º Equipo de Combate de Brigada |

* El 187.º Regimiento perteneció a la 11.ª División Aerotransportada durante la Segunda Guerra Mundial.

## Filmografía
- La historia de una compañía del 327.º Regimiento durante la batalla de Bastogne se narra en la película Fuego en la nieve (Battleground), dirigida por William Wellman en 1949.
- De igual forma, se narra la historia de la Compañía Easy, 2.º Batallón, 506.º Regimiento de Infantería, en la serie Band of Brothers producida por Tom Hanks y Steven Spielberg, basada en el libro de Stephen Ambrose Band of Brothers, E Company, 506th Regiment, 101st Airborne: From Normandy to Hitler's Eagle's Nest.[5]